# Milan Beseda
Milan Beseda (* 25. listopadu 1961) je bývalý slovenský fotbalista, obránce. Po skončení aktivní kariéry působí jako fotbalový funkcionář a trenér.

## Fotbalová kariéra
V lize hrál za ZŤS Petržalka a na vojně za RH Cheb. V československé lize nastoupil ve 44 utkáních.

## Ligová bilance
| Ročník  | Zápasy | Góly | Klub          |
| ------- | ------ | ---- | ------------- |
| 1981/82 | 25     | 0    | ZŤS Petržalka |
| 1982/83 | 10     | 0    | RH Cheb       |
| 1983/84 | 9      | 0    | RH Cheb       |
| CELKEM  | 44     | 0    |               |